# 베르텔 토르발센

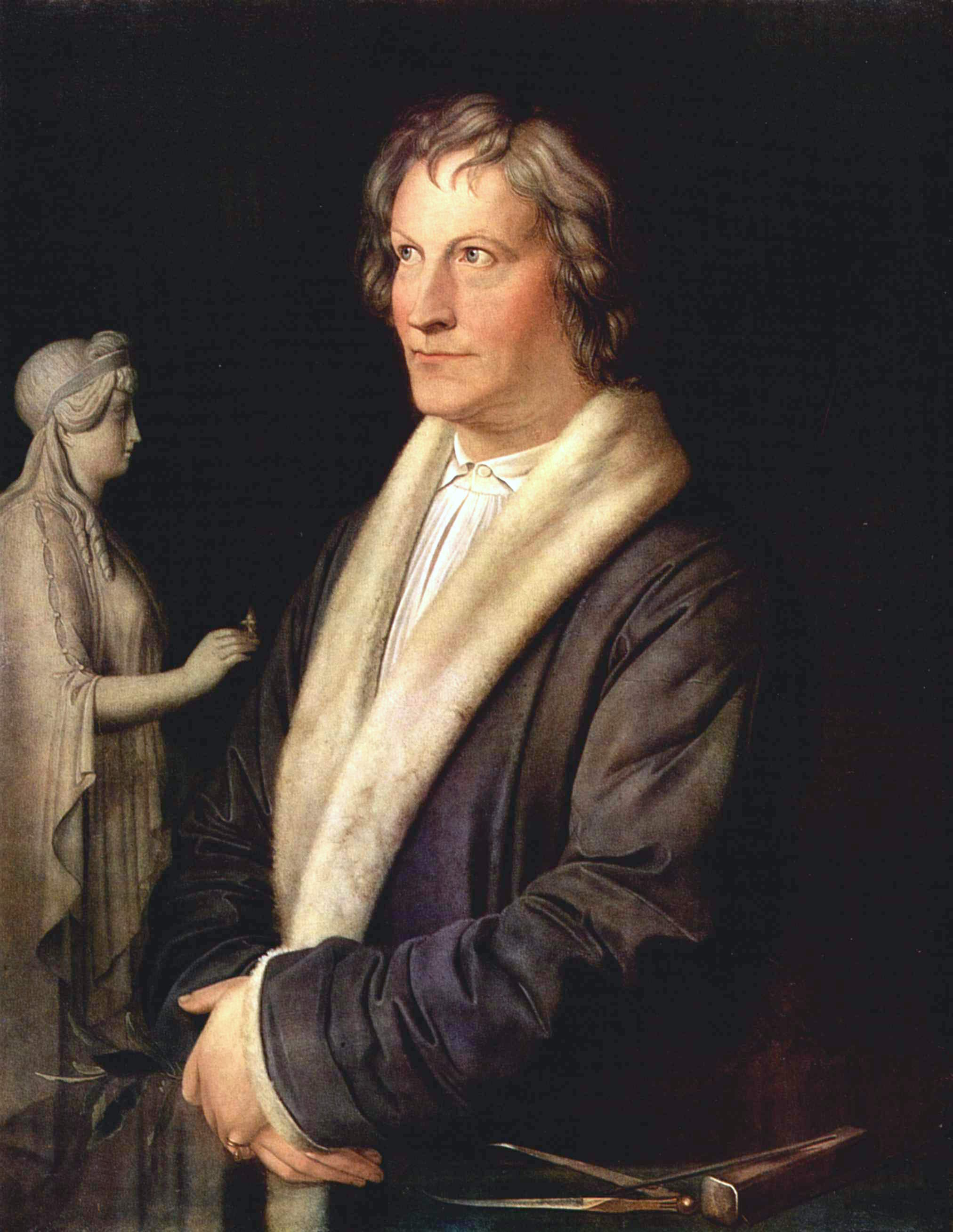
독일의 화가인 카를 요제프 베가스(Carl Joseph Begas)가 1820년경에 제작한 베르텔 토르발센의 초상화

베르텔 토르발센(덴마크어: Bertel Thorvaldsen, 1770년 11월 19일 덴마크 코펜하겐 ~ 1844년 3월 24일 덴마크 코펜하겐)은 덴마크의 조각가이다.

## 생애
1770년(1768년에 태어났다는 기록이 있음) 덴마크 코펜하겐에서 목수로 일하던 아이슬란드인 아버지와 농민으로 일하던 윌란반도 출신의 어머니 사이에서 태어났다.
1781년에는 친구들의 도움으로 덴마크 왕립 미술 아카데미에 입학했으며 1786년에는 모형 제작 전문 교육을 받았다. 특히 1793년에는 더러운 모습으로 방치되어 있던 베드로 동상을 깨끗한 모습으로 만든 공로를 인정받아 덴마크 왕립 미술 아카데미로부터 소형 은메달, 대형 금메달을 받기도 했다.
1797년부터 1838년까지 이탈리아 로마에서 활동하면서 수많은 조각 작품, 기념비를 제작했다. 그의 작품은 고대의 조각 작품에 큰 영향을 받았으며 신고전주의 양식을 띠는 점이 특징이다. 이탈리아의 조각가인 안토니오 카노바와 함께 신고전주의 양식을 대표하는 조각가로 여겨진다. 1838년에 덴마크로 귀환한 이후에는 덴마크의 국가 영웅으로 여겨졌다. 1844년 코펜하겐에 위치한 덴마크 왕립극장에서 심근 경색으로 인해 사망했다.
그의 대표적인 조각 작품으로는 폴란드 바르샤바에 위치한 니콜라우스 코페르니쿠스 동상, 유제프 안토니 포니아토프스키 동상, 독일 뮌헨에 위치한 막시밀리안 1세 요제프 동상, 바티칸 성 베드로 대성당에 위치한 교황 비오 7세의 묘비, 스위스 루체른에 위치한 빈사의 사자상 등이 있다. 덴마크 코펜하겐에 위치한 토르발센 박물관에는 그가 제작한 조각 작품들이 전시되어 있다.